# Antonín Osička

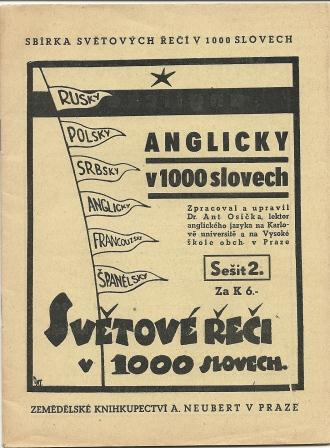
Anglicky v 1000 slovech

Antonín Osička (11. května 1888, Velké Bílovice – 19. června 1949, Praha) byl český anglista, básník i prozaik (ovládal celkem 7 jazyků) a autor několika učebnic anglické gramatiky a slovníků.

## Život
Antonín Osička se narodil ve Velkých Bílovicích v Jihomoravském kraji. Navštěvoval gymnázium ve Strážnici v okrese Hodonín, kde v roce 1907 úspěšně maturoval ve třídě profesora Františka Bláhy. V roce 1913 opustil tehdejší Rakousko-Uhersko a vydal se na cestu do USA, kde strávil necelých pět let. Pobýval zejména v Chicagu a zde také v Evanstonu (stát Illinois) dokončil svá doktorská studia. V Americe se seznámil s T. G. Masarykem a své zkušenosti a zážitky z pobytu v USA popsal ve své knize V zemi dolaru z roku 1925 a Do Ameriky na zkušenou z roku 1930. Kromě studií se v Americe také věnoval práci v tamějších českých krajanských spolcích. Po vzniku Československa v roce 1918 se vrátil zpět a působil jako lektor na Filozofické fakultě Univerzity Karlovy v Praze, přičemž si přivydělával soukromými hodinami a výukou v kurzech na soukromých školách. Stabilní úvazek na Filozofické fakultě Univerzity Karlovy a Vysoké škole obchodní v Praze získal v roce 1928. Vedl také kurzy praktického jazyka na Českém vysokém učení technickém.
Mezi jeho nejvýznamnější díla patří bezesporu rozsáhlý Velký česko-anglický slovník Unikum, který byl používán zejména během 2. světové války a také po válce vydaný anglicko-český slovník, který sestavil ve spolupráci s prof. Ivanem Poldaufem. Je také autorem mnoha velmi úspěšných učebnic angličtiny, konverzačních příruček a menších slovníků.
Věnoval se také psaní poezie i prózy. Po návratu do Československa mu vyšla sbírka básní Stepi promluvily.
Po Únoru 1948 byl Dr.Antonín Osička vyhozen z FF UK pro svůj veřejný nesouhlas s politikou KSČ. Krátce na to zlomen zemřel.

## Dílo
- Mluvnice jazyka anglického. Praha: Zemědělské knihkupectví A.Neubert, 1928
- Velký česko-anglický slovník Unikum', Praha: Nakladatel A.Neubert, A.Osička, I.Poldauf, 832 stran
- Anglicko-český slovník Unikum. Praha: Nakladatel A.Neubert, A.Osička, I.Poldauf
- Anglicko-český slovník. Praha: Nakladatelství Československé akademie věd, druhý autor I.Poldauf, 1956 (2. vydání), 519 stran
- Anglicky v 1000 slovech. Praha: Zemědělské knihkupectví A.Neubert,1938–1939, 1945
- Anglicky v 50 lekcích. Praha: Česká grafická unie, a.s., 1945 (8.vydání)
- Anglicky pro pokročilé. Praha: Nakladatelství A.Neubert, 1946 (2.vydání)
- V zemi dolaru. Praha: 1925
- Do Ameriky na zkušenou. Praha: 1930
- Stepi promluvily. Praha
- Kolibří slovníček. Praha: Nakladatelství Jindřich Lorenč, 1936